# Semaeopus anfractata
Semaeopus anfractata là một loài bướm đêm trong họ Geometridae.